# Elkton (South Dakota)
Elkton ist eine Kleinstadt mit dem Status „City“ im Brookings County im US-amerikanischen Bundesstaat South Dakota. Das U.S. Census Bureau hat bei der Volkszählung 2020 eine Einwohnerzahl von 755 ermittelt.

## Geografie
Elkton liegt im Osten South Dakotas, unmittelbar an der Grenze zu Minnesota. Die geografischen Koordinaten von Elkton sind 44°14′10″ nördlicher Breite und 96°28′52″ westlicher Länge. Das Stadtgebiet erstreckt sich über eine Fläche von 4,01 km².
Benachbarte Orte von Elkton sind Ward (11,1 km südlich), Flandreau (29,9 km südsüdwestlich), Aurora (22 km westnordwestlich), Bushnell (23 km nordwestlich), Lake Benton in Minnesota (18 km östlich) und Verdi in Minnesota (13,1 km ostsüdöstlich).
Die nächstgelegenen größeren Städte sind Sioux Falls (106 km südlich), Fargo in North Dakota (333 km nördlich) und Minnesotas größte Stadt Minneapolis (321 km ostnordöstlich).

## Verkehr
Der U.S. Highway 14 führt etwa zwei Kilometer nördlich an Elkton vorbei. Im Nordwesten wird das Stadtgebiet von Elkton vom South Dakota Highway 13 begrenzt. Alle weiteren Straßen sind untergeordnete Landstraßen, teils unbefestigte Fahrwege sowie innerstädtische Verbindungsstraßen.
In Nordwest-Südost-Richtung verläuft eine Eisenbahnstrecke der Canadian Pacific Railway durch das Stadtgebiet von Elkton.
Mit dem Brookings Regional Airport liegt 35 km westnordwestlich ein kleiner Flugplatz. Die nächsten größeren Flughäfen sind der Sioux Falls Regional Airport (96,3 km südsüdwestlich), der Hector International Airport in Fargo (336 km nördlich) und der Minneapolis-Saint Paul International Airport (316 km ostnordöstlich).

## Demografische Daten
Nach der Volkszählung im Jahr 2010 lebten in Elkton 736 Menschen in 286 Haushalten. Die Bevölkerungsdichte betrug 183,5 Einwohner pro Quadratkilometer. In den 286 Haushalten lebten statistisch je 2,53 Personen.
Ethnisch betrachtet setzte sich die Bevölkerung zusammen aus 85,2 Prozent Weißen, 0,4 Prozent Afroamerikanern sowie 12,1 Prozent aus anderen ethnischen Gruppen; 2,3 Prozent stammten von zwei oder mehr Ethnien ab. Unabhängig von der ethnischen Zugehörigkeit waren 14,5 Prozent der Bevölkerung spanischer oder lateinamerikanischer Abstammung.
26,6 Prozent der Bevölkerung waren unter 18 Jahre alt, 59,3 Prozent waren zwischen 18 und 64 und 14,1 Prozent waren 65 Jahre oder älter. 48,2 Prozent der Bevölkerung war weiblich.

Das mittlere jährliche Einkommen eines Haushalts lag bei 56.875 USD. Das Pro-Kopf-Einkommen betrug 20.458 USD. 9,6 Prozent der Einwohner lebten unterhalb der Armutsgrenze.

## Persönlichkeiten
- Lambert Anthony Hoch (1903–1990), römisch-katholischer Geistlicher, Bischof von Bismarck und Sioux Falls